# 貝恩德·特奧多爾·馬蒂亞斯
貝恩德·特奧多爾·馬蒂亞斯（英語：Bernd Theodor Matthias，1918年6月8日—1980年10月27日）簡稱貝恩德·馬蒂亞斯是在德國出生的美國物理學家。他在超導體物理的貢獻頗大，一生總共發現了數百個具有超導特性的元素或合金，是全世界所有科學家之最。

## 生平
1918年6月8日出生于德國法蘭克福。1943年在蘇黎世聯邦理工學院獲得物理學博士學位。1947年馬蒂亞斯移民到美國，並在貝爾實驗室工作。先後在麻省理工學院及芝加哥大學、聖地牙哥加利福尼亞大學〈1961年至退休〉等一流大學任教。終其一生不斷進行研究和指導學生，成為傑出的物理學家。最為人所知的研究領域是固態物理學和極低溫物理學，有許多重大的貢獻和成就；另外也同時在鐵電性做了一些重要的工作。

## 學術榮譽
1965年，當選美國科學院和美國藝術與科學學院院士。
1970年，獲得奥利弗·巴克利奖。
1979年，獲得詹姆斯·麥格羅蒂新材料獎。

## 紀念
聖地牙哥加利福尼亞大學有一個以他的名字命名的捐贈物理講座。該講座現在是由馬蒂亞斯的博士學生美林·布賴恩楓所舉辦。
馬蒂亞斯獎自1989年起每年頒發給研究超導體材料及其機制的優秀科學家，並在研討會中介紹超導材料的創新貢獻。該獎項最初是由貝爾實驗室所贊助設立。
自2000年後，馬蒂亞斯獎則改為由休士頓大學德州超導中心所贊助，其創始董事即是馬蒂亞斯生前的著名學生朱經武院士。

## 外部連結
- 馬蒂亞斯獎